# 동두천시장
동두천시장은 경기도 동두천시의 시장이다.

## 역대 동두천시장
| 대수 | 이름   | 임기기간                           | 비고                   |
| ---- | ------ | ---------------------------------- | ---------------------- |
| 1대  | 김상호 | 1981년 7월 1일 ~ 1983년 4월 10일   |                        |
| 2대  | 임석봉 | 1983년 4월 11일 ~ 1983년 12월 26일 |                        |
| 3대  | 이헌원 | 1983년 12월 27일 ~ 1985년 10월 6일 |                        |
| 4대  | 김기형 | 1985년 10월 7일 ~ 1986년 12월 23일 |                        |
| 5대  | 김용선 | 1986년 12월 24일 ~ 1988년 2월 10일 |                        |
| 6대  | 한세권 | 1988년 2월 11일 ~ 1988년 6월 3일   |                        |
| 7대  | 유재천 | 1988년 6월 4일 ~ 1989년 12월 26일  |                        |
| 8대  | 최종구 | 1989년 12월 27일 ~ 1991년7월 15일  |                        |
| 9대  | 백종민 | 1991년 7월 16일 ∼ 1992년 11월 18일 |                        |
| 10대 | 방제환 | 1992년 11월 19일 ~ 1995년 3월 29일 |                        |
| 11대 | 경의현 | 1995년 4월 12일 ~ 1995년 6월 30일  | 관선 마지막 동두천시장 |
| 12대 | 방제환 | 1995년 7월 1일 ~ 2002년 6월 30일   | 민선1·2기              |
| 13대 | 방제환 | 1995년 7월 1일 ~ 2002년 6월 30일   | 민선1·2기              |
| 14대 | 최용수 | 2002년 7월 1일 ~ 2007년 3월 5일    | 민선3·4기              |
| 15대 | 최용수 | 2002년 7월 1일 ~ 2007년 3월 5일    | 민선3·4기              |
| 16대 | 오세창 | 2007년 4월 25일 ~ 2018년 6월 30일  | 민선4·5·6기            |
| 17대 | 오세창 | 2007년 4월 25일 ~ 2018년 6월 30일  | 민선4·5·6기            |
| 18대 | 오세창 | 2007년 4월 25일 ~ 2018년 6월 30일  | 민선4·5·6기            |
| 19대 | 최용덕 | 2018년 7월 1일 ~ 2022년 6월 30일   | 민선 7기               |
| 20대 | 박형덕 | 2022년 7월 1일 ~                   | 민선 8기               |

## 같이 보기
- 동두천시장 선거